# Chromocryptus poecilma
Chromocryptus poecilma là một loài tò vò trong họ Ichneumonidae.